# Albin Dunajewski

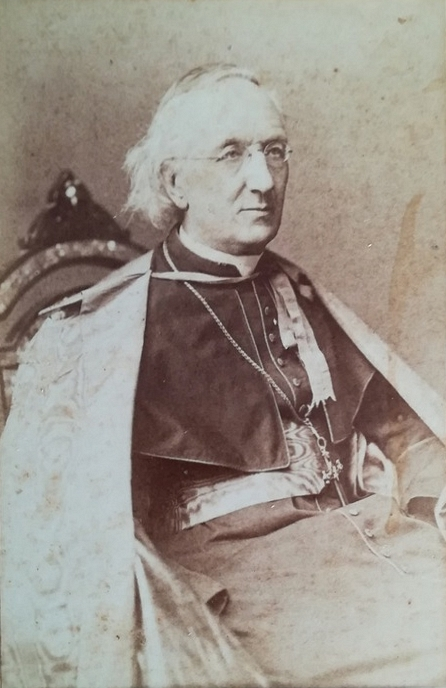
Albin Kardinal Dunajewski (Foto zw. 1890 und 1894)

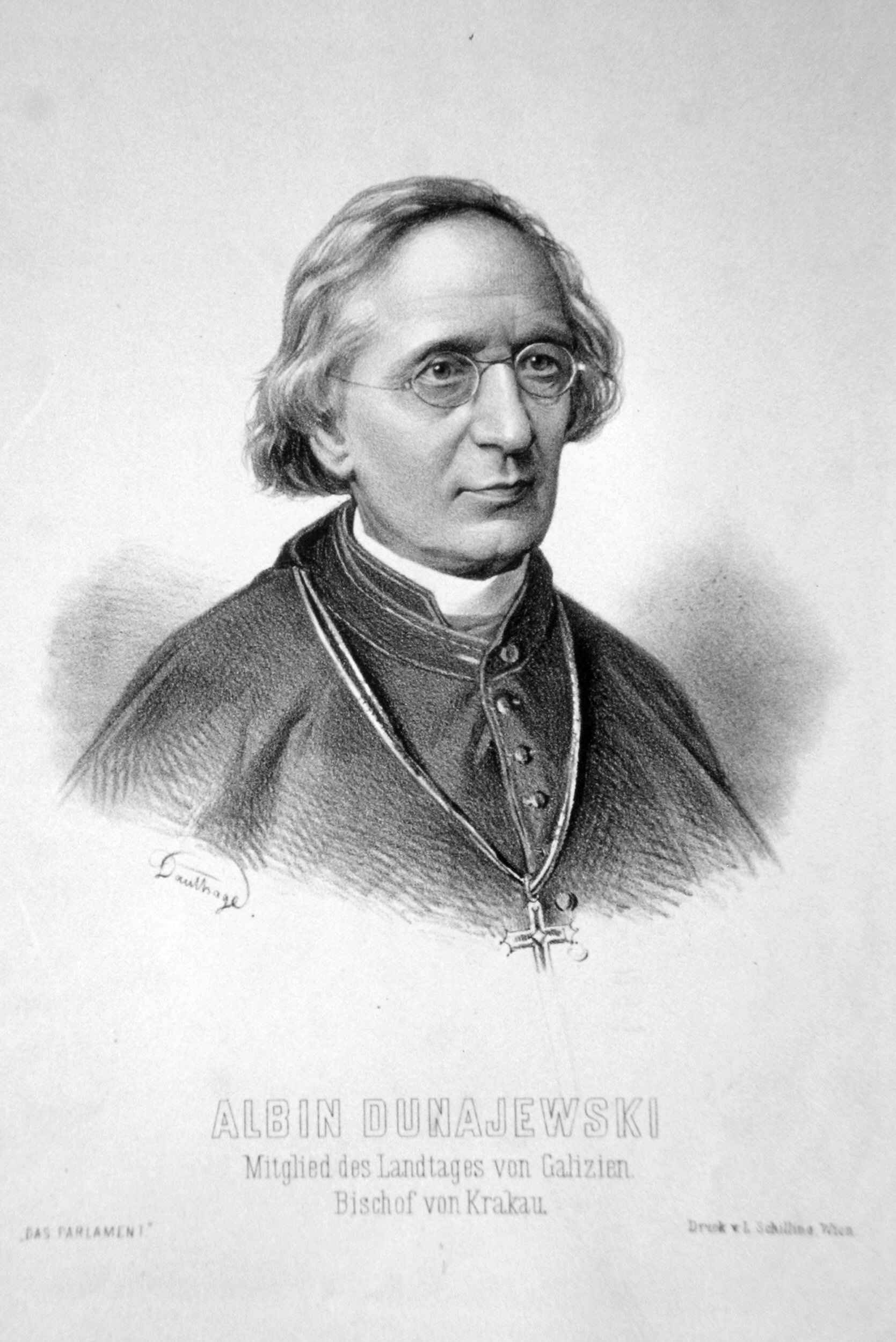
Bischof Albin Dunajewski (Lithographie von Adolf Dauthage, ca. 1880)

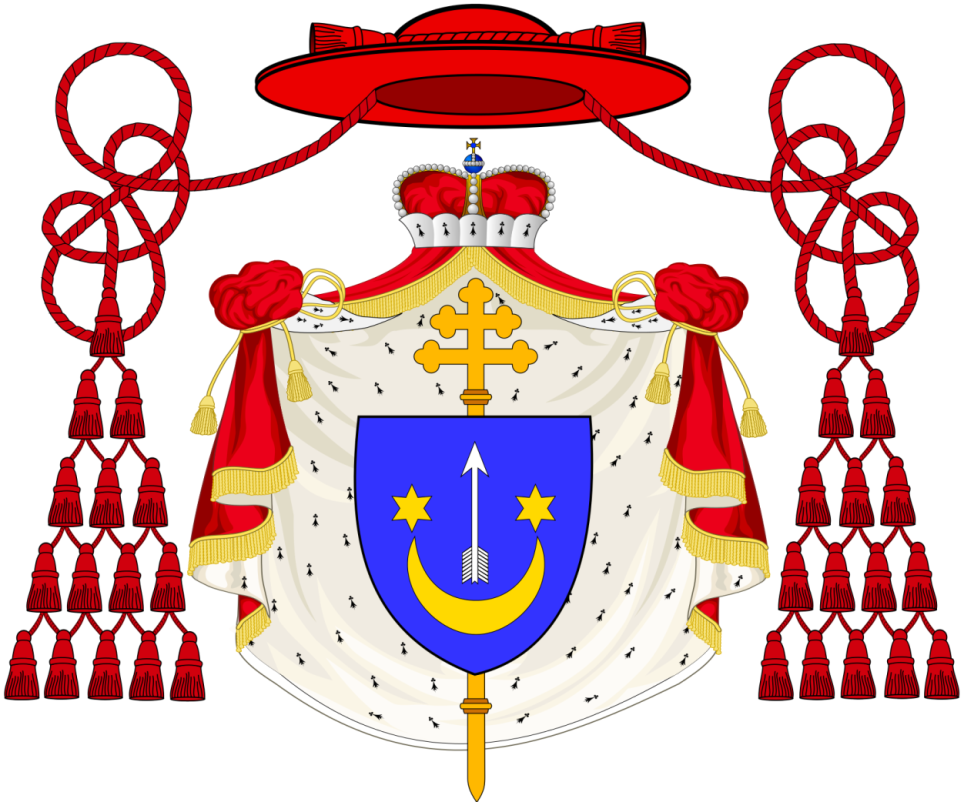
Kardinalswappen (ab 1890)

Albin Dunajewski (* 1. März 1817 in Stanislau, Galizien; † 18. Juni 1894 in Krakau) war Fürstbischof von Krakau und Kardinal der Römischen Kirche.

## Leben
Als junger Student wurde Dunajewski Mitglied der „Polnischen Demokraten“ und daraufhin verhaftet. Er wurde der Konspiration verdächtigt und 1841 zum Tode verurteilt. Die Strafe wurde 1845 zu acht Jahren Gefängnis umgewandelt und zuletzt verkürzt, so dass er 1848 freikam. Dunajewski empfing am 28. Juli 1861 die Priesterweihe.
Am 15. Mai 1879 erfolgte seine Ernennung zum Bischof von Krakau. Die Bischofsweihe spendete ihm am 18. Juni 1879 der Apostolische Nuntius in Österreich Lodovico Jacobini; Mitkonsekratoren waren Anton Josef Gruscha, Erzbischof von Wien, und Jan Stupnicki, ukrainisch griechisch-katholischer Bischof von Przemyśl. Papst Leo XIII. kreierte ihn am 23. Juni 1890 zum Kardinal und erhob ihn zum Kardinalpriester mit der Titelkirche Santi Vitale, Valeria, Gervasio e Protasio.
Im Königreich Galizien und Lodomerien verfügte er als Krakauer Bischof über eine Virilstimme im Galizischen Landtag. Ab 1889 war Dunajewski zudem Mitglied des österreichischen Herrenhauses.